# Dopiewo
Pour la gmina, voir Dopiewo (gmina).
Dopiewo (prononciation : [dɔˈpjɛvɔ], en allemand : Wanenfeld) est un village de Pologne, situé dans la voïvodie de Grande-Pologne. Elle est le chef-lieu de la gmina de Komorniki, dans le powiat de Poznań.
Il se situe à 17 kilomètres à l'ouest du centre de Poznań (siège du powiat et capitale régionale).
Le village possède une population de 3 219 habitants en 2015.

## Histoire
De 1975 à 1998, Dopiewo faisait partie du territoire de la voïvodie de Poznań.

Depuis 1999, le village fait partie du territoire de la voïvodie de Grande-Pologne.

## Voies de communications
Aucune route principale ne passe par le village.

La voie rapide S5 passe à environ 5 kilomètres au nord-est du village (à Dąbrówka), et l'autoroute polonaise A2 passe juste à côté, au sud du village.